# ВЕС Ністед
ВЕС Ністед (дан. Rødsand Havmøllepark)– данська офшорна вітрова електростанція, споруджена в 2003 році у Балтійському морі.
Місце для розміщення ВЕС обрали за 10 км на південь від порту Ністед (острів Лолланн) та за 13 км на захід від Гедсер (острів Фальстер). На виході із утвореної зазначеними островами затоки знаходиться піщана банка Родсанд, по якій також іменують цю вітроелектростанцію (крім того, дещо пізніше тут була споруджена ВЕС Родсанд 2).   
На відміну від більшості сучасних офшорних станцій, які споруджуються  з використанням монопальних фундаментів, на ВЕС Ністед використали гравітаційну основу. За допомогою плавучого крану Eide Barge 5 її укладали на попередньо підготоване дно та заповнювали галькою і гравієм. Вага кожного такого фундаменту складала від 1600 до 1800 тон. Після цього доставку та монтаж вітрових турбін виконало спеціалізоване судно Ocean Ady.
Роботи зі спорудження офшорної трансформаторної підстанції провадив плавучий кран Rambiz. Для видачі продукції за допомогою судна Atlantis проклали головний експортний кабель довжиною 11 км (плюс ще 18 км наземної ділянки), розрахований на напругу 132 кВ. 
Вітроелектростанція, розташована на площі біля 24 км2, складається із 72 вітрових турбін компанії Bonus (в подальшому була викуплена концерном Siemens) типу B82/2300  з одиничною потужністю 2,3 МВт та діаметром ротору 82,4 метрів. Вони встановлені на баштах висотою 69 метрів в районі з глибинами моря від 6 до 10 метрів.
Проект, реалізований компаніями DONG (42,75%), Stadtwerke Lübeck (7,25%) та PensionDanmark (50%), розрахований на виробництво 0,6 млрд кВт-год електроенергії на рік.